# Capparis arborea
Capparis arborea är en kaprisväxtart som först beskrevs av Ferdinand von Mueller, och fick sitt nu gällande namn av Joseph Henry Maiden. Capparis arborea ingår i släktet Capparis och familjen kaprisväxter. Inga underarter finns listade i Catalogue of Life.

## Bildgalleri

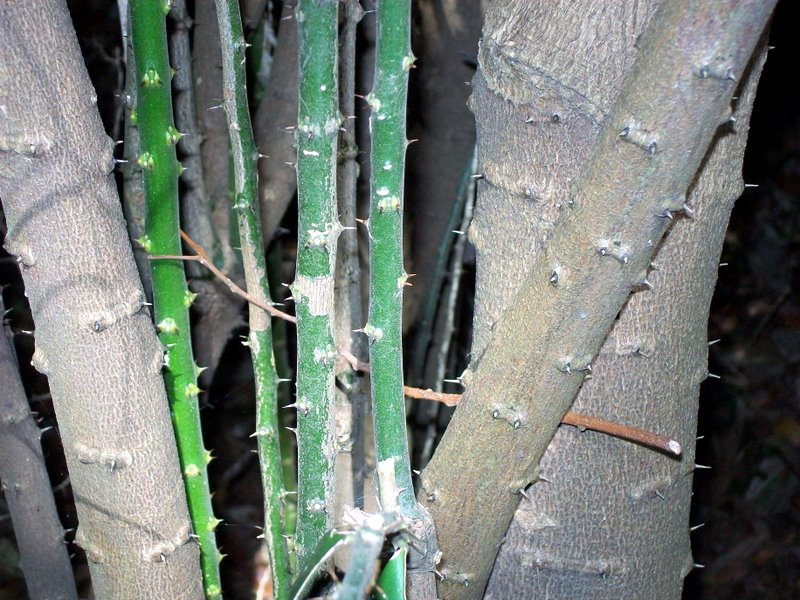